# オグロシギ
オグロシギ（尾黒鷸、学名:Limosa limosa）は、チドリ目シギ科オグロシギ属に分類される鳥類の一種である。和名は尾羽が黒いことによる。

## 分布
ユーラシア大陸の中部から北部で繁殖し、アフリカ、インド、オーストラリアで越冬する。
日本では、北海道から沖縄までの各地で旅鳥として春と秋に渡来するが、数はあまり多くない。春より秋の方が飛来数が多い。

## 形態
全長約38 cm、翼開長は約67 cm。雌の方が雄よりも体がやや大きい。
雄の成鳥夏羽は、頭部から胸が赤褐色で、頭頂から後頸にかけて黒い縦斑がある。顔には白い眉斑がある。体の下面は白く、赤褐色と黒褐色の横斑がある。上尾筒は白色で尾羽は黒く、飛翔時にはよく目立つ。成鳥雌の夏羽は雄に比べて淡色である。成鳥冬羽は、頭部から胸にかけてと体の上面が灰褐色になる。

## 生態

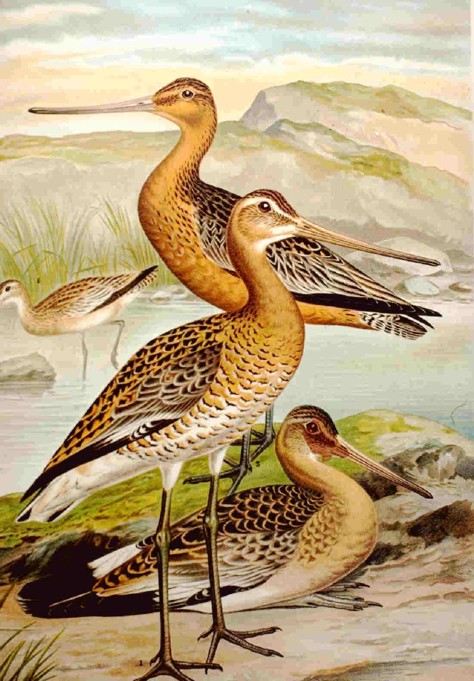
座っているのがオグロシギ、立っているのはオオソリハシシギ

渡りの時期は、水田、湿地、干潟、河口に生息する。小群で行動していることが多い
。繁殖期には湿地や湖沼の岸辺の草地などに生息し、小さなコロニーを形成することもある。
食性は動物食で、昆虫類、貝類、ミミズ、ゴカイなどを捕食する。
繁殖形態は卵生。繁殖時期は4-7月で、地上の窪みに営巣して普通4卵を産む。抱卵日数は21-23日である。小さなこもった声で、「ケッ」や「キッ」と一回か数回続けて鳴く。
2007年の調査で、アラスカからニュージーランドまでの1万1500キロを平均時速56キロで9日間かけて飛ぶことがわかっている。

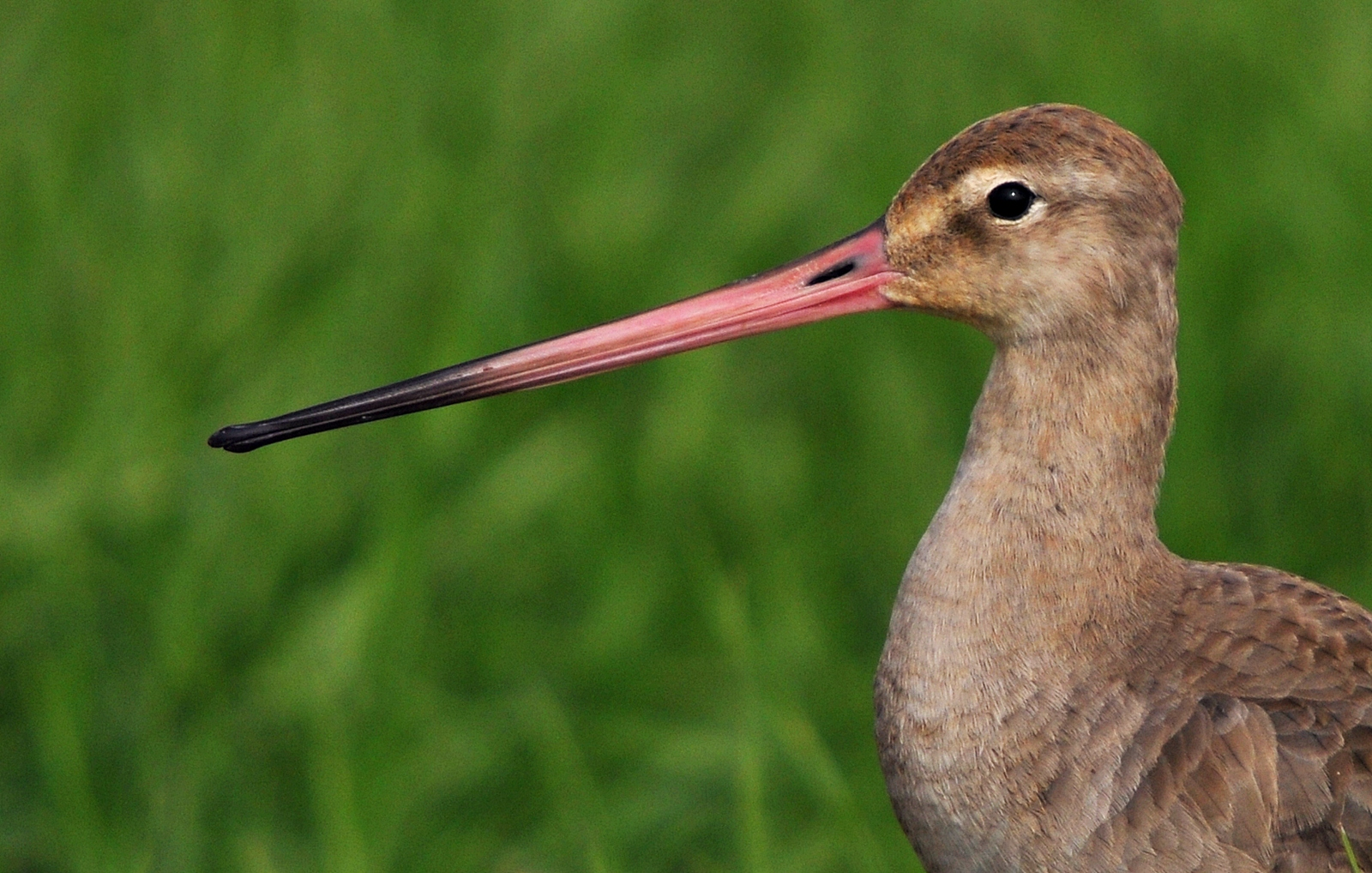
頭部
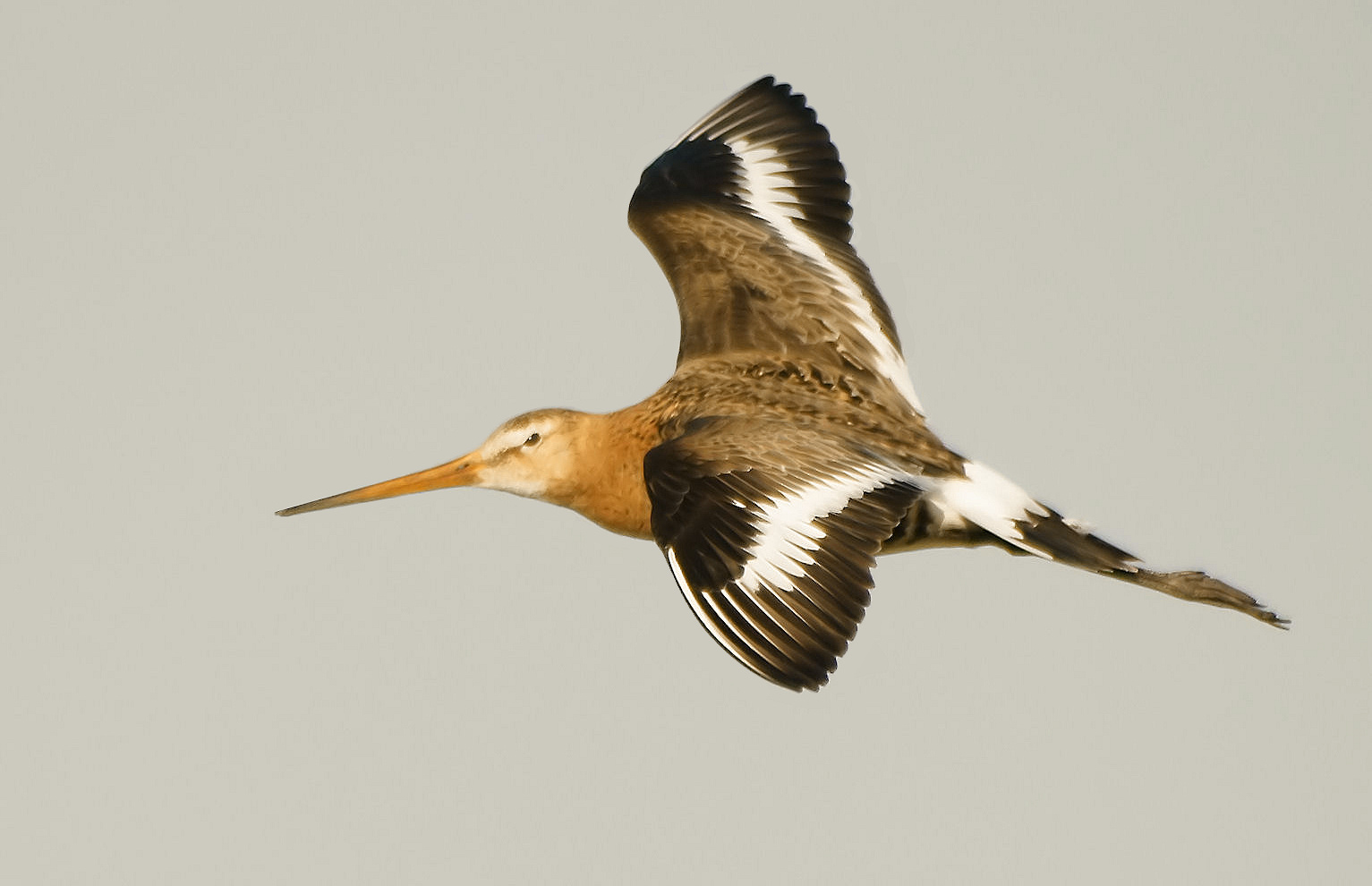
飛行する様子
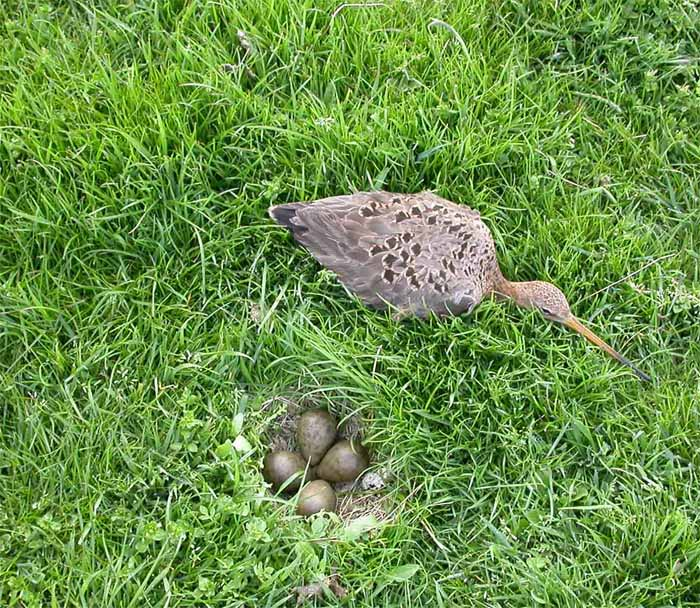
巣と卵
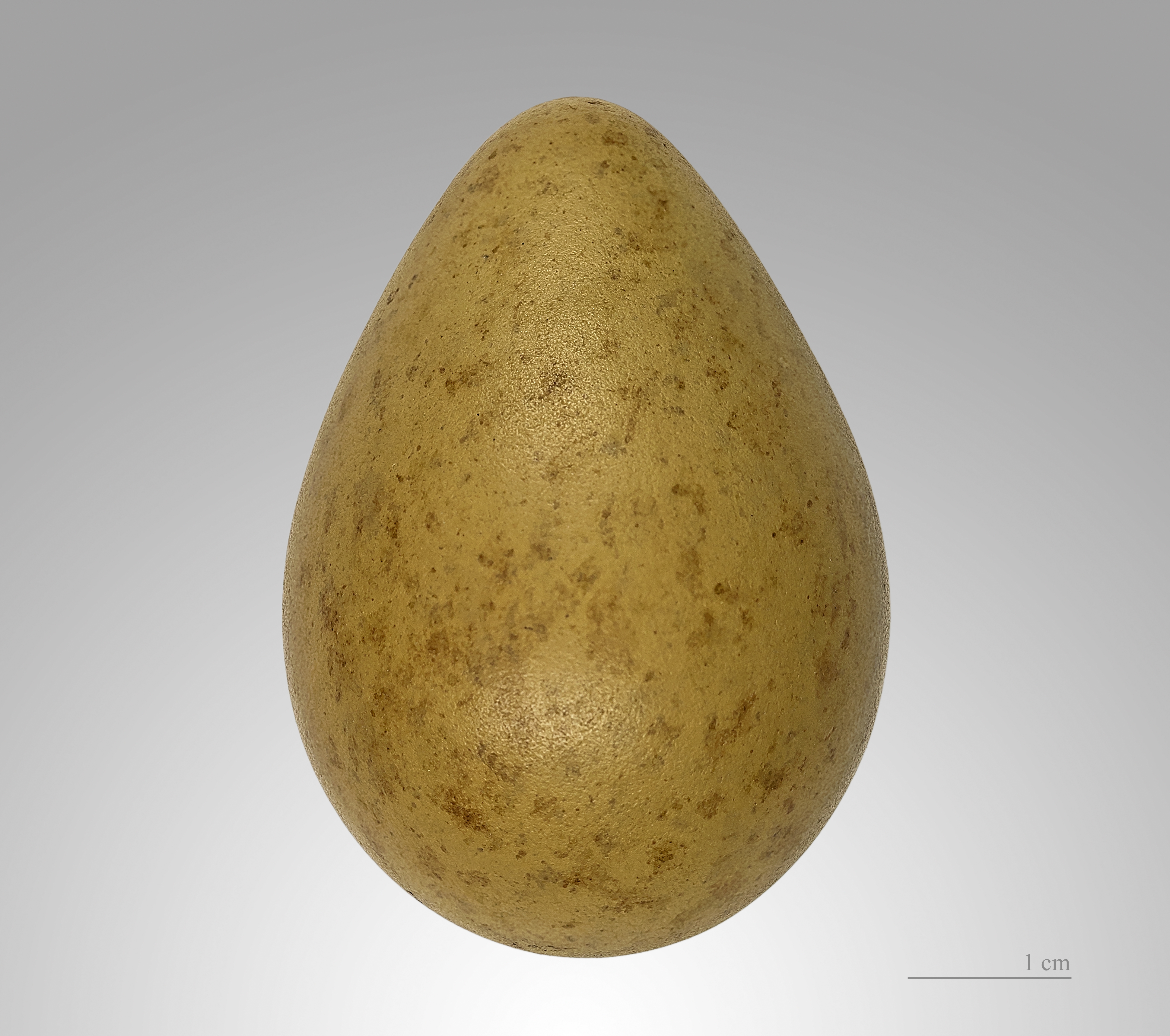
卵
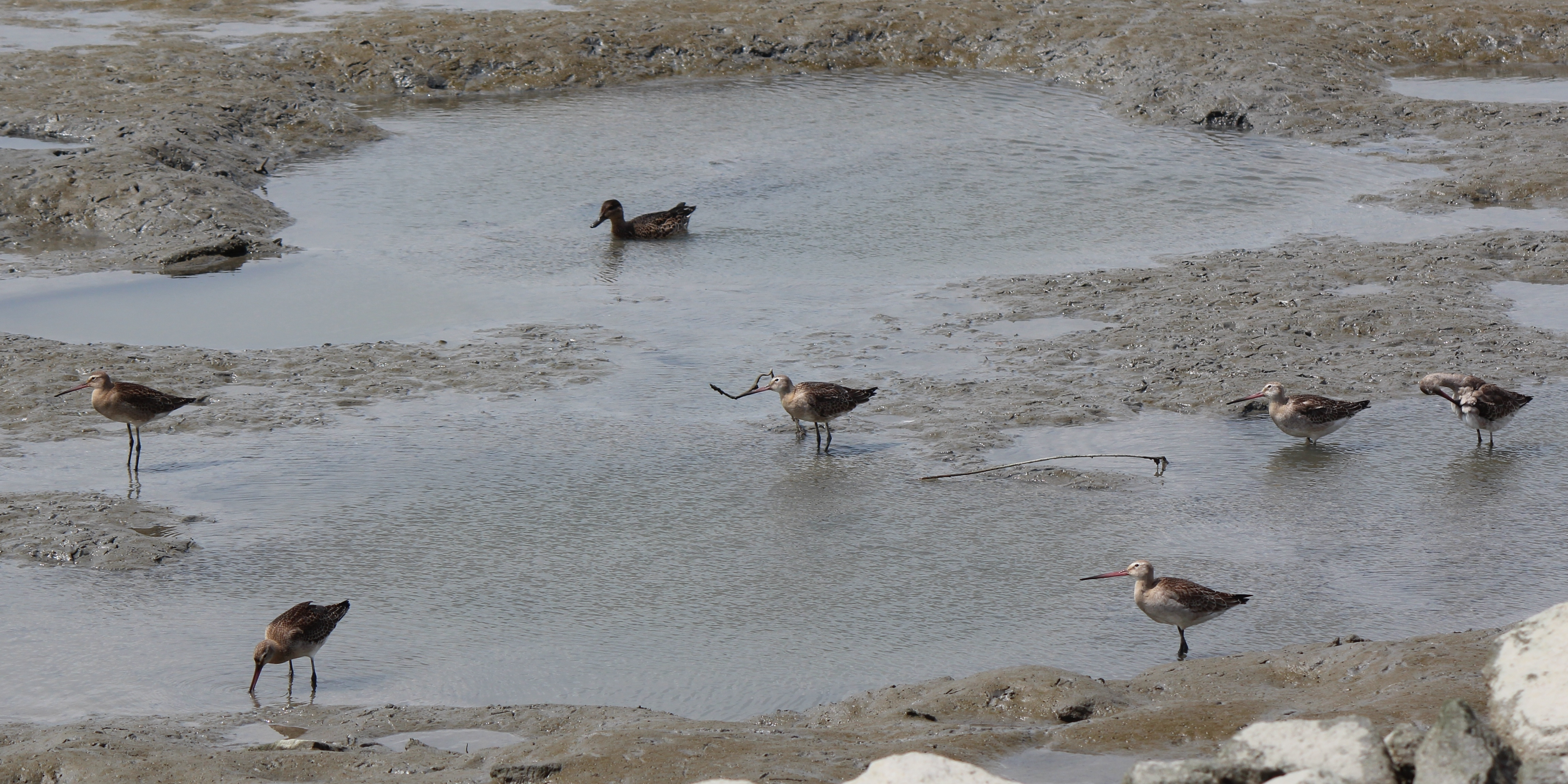
干潟で捕食する群れ

## 分類

### オグロシギ属
オグロシギ属には、以下の種がある。
- Limosa fedoa
- Limosa haemastica　アメリカオグロシギ
- Limosa lapponica　オオソリハシシギ
- Limosa limosa　オグロシギ

### 亜種
本種は以下の3亜種に分類されている。
L. limosa islandica
デンマークのフェロー諸島、スコットランドのシェトランド諸島、ノルウェーのロフォーテン諸島、アイスランドで繁殖し、フランスなどで越冬する。
L. limosa limosa
西ヨーロッパ、中央ヨーロッパ、中央アジア、ロシアまでの広範囲で繁殖し、フランスとイベリア半島を経由して西アフリカで越冬する。
L. limosa melanuroides　オグロシギ
モンゴル、中国北部、ロシア東部で繁殖し、地中海のサハラ以南のアフリカ、中東、インド、インドシナ、台湾、フィリピン、インドネシア、オーストラリアで越冬する。一部が旅鳥として日本を経由する。

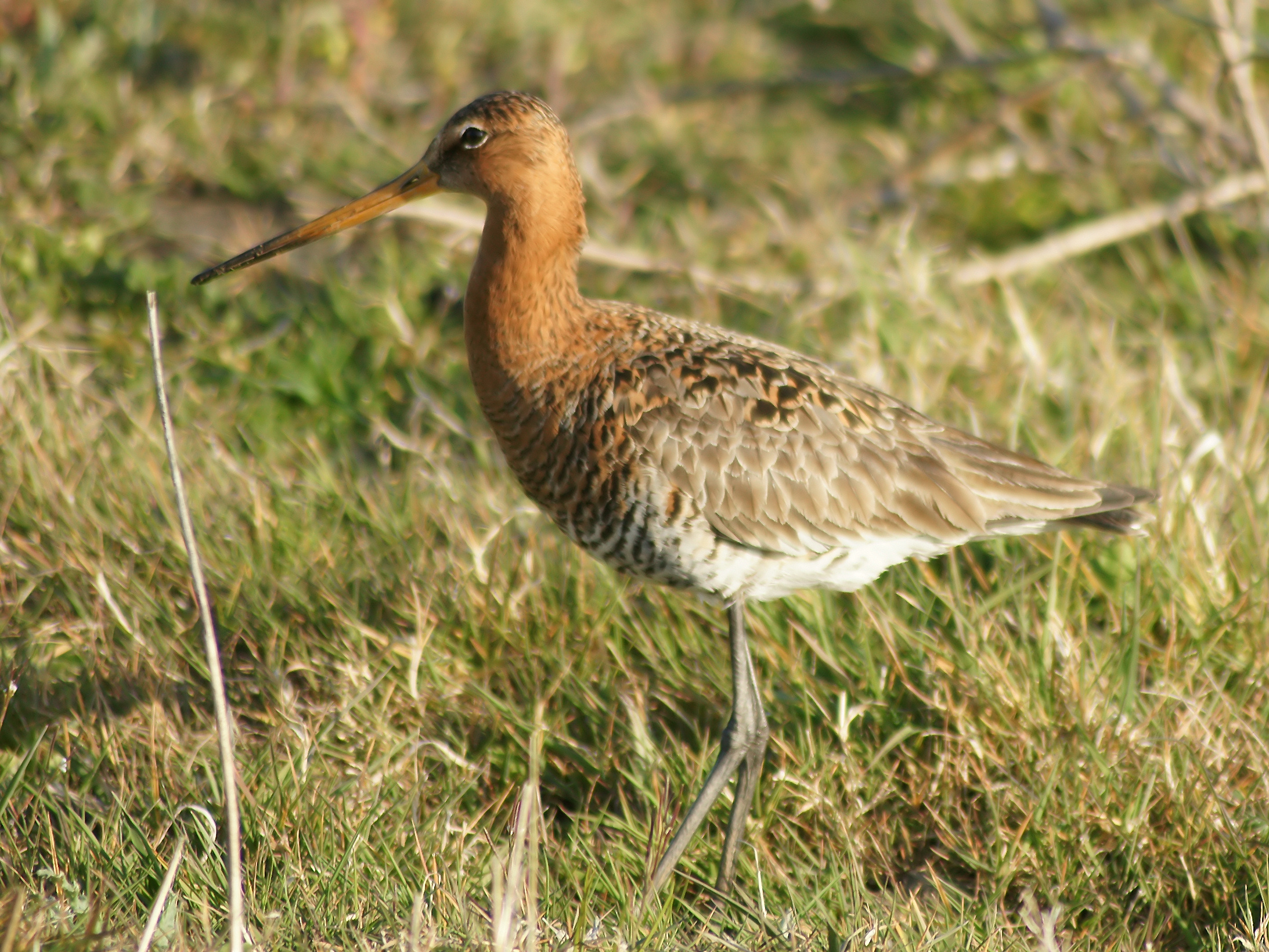
L. limosa islandica
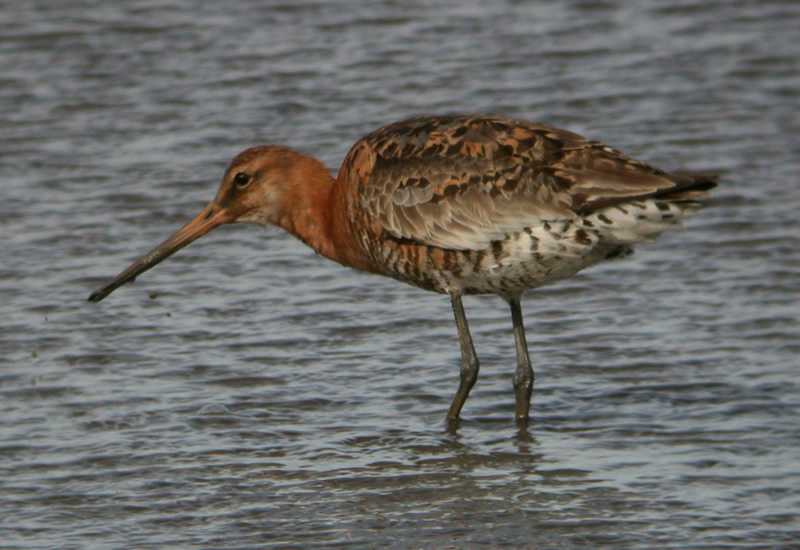
L. limosa limosa
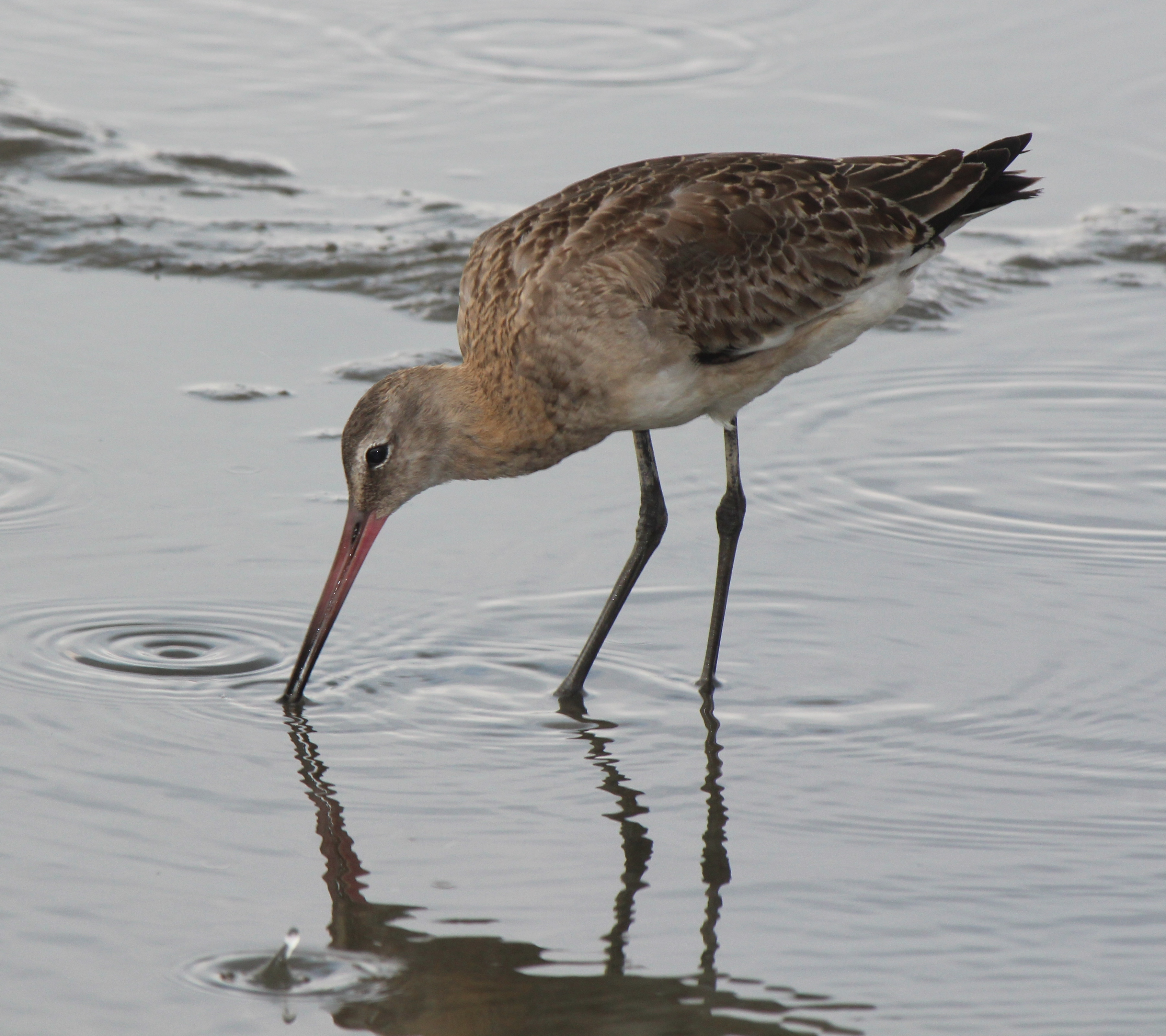
L. limosa melanuroides オグロシギ

## 種の保全状況評価
国際自然保護連合（IUCN）により、準絶滅危惧（NT）の指定を受けている。

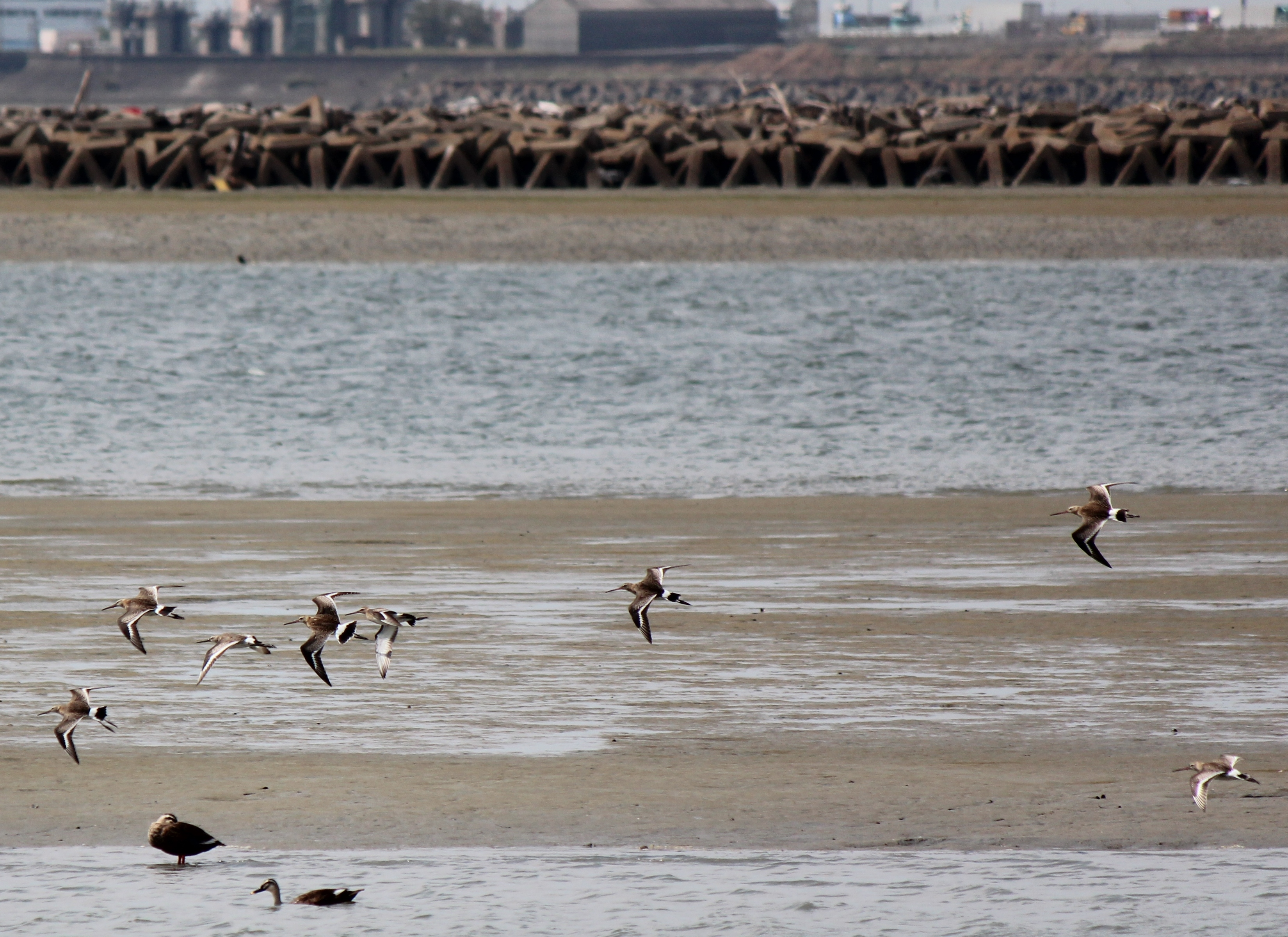
飛行する群れ（愛知県庄内川河口）

日本の以下の都道府県でレッドリストの指定を受けている。
- 絶滅危惧IB類 - 東京都（区部、北多摩と南多摩は絶滅危惧II類）[8]
- 絶滅危惧II類 - 神奈川県、静岡県、愛知県[9]
- 絶滅危惧種 - 京都府（環境省の絶滅危惧II類相当）[10]
- Bランク - 兵庫県（環境省の絶滅危惧II類相当）
- 準絶滅危惧 - 大阪府[11]、徳島県、福岡県[12]
- 希少野生生物（Cランク） - 青森県（環境省の準絶滅危惧相当）[13]
- 希少種 - 滋賀県（環境省の準絶滅危惧相当）